# 五宝寺 (館林市)
五寶寺（ごほうじ）は、群馬県館林市にある新義真言宗の寺院。

## 歴史
1297年（永仁5年）、俊清によって開山された。俊清は讃岐国（現・香川県）の善通寺の僧侶であった。
1696年（元禄9年）に「中本寺常法檀林」の寺格が与えられ、約40か寺の末寺を擁してした。
1908年（明治41年）、隣にあった「天福寺」を吸収合併した。

## 文化財
- 不動まんだら板碑（群馬県指定重要文化財 昭和48年8月21日指定）[2]

## 交通アクセス
- 館林駅より徒歩20分。